# Монтеакуто Валезе (Болоња)
Монтеакуто Валезе (итал. Monteacuto Vallese) је насеље у Италији у округу Болоња, региону Емилија-Ромања.
Према процени из 2011. у насељу је живело 184 становника. Насеље се налази на надморској висини од 658 м.